# Proprietà contributiva
Nella legge statunitense che regolamenta i distretti storici, una proprietà contributiva è qualsiasi edificio, oggetto o struttura che contribuisce all'integrità storica o alle qualità architettoniche che rendono significativo il distretto storico.

## Legge
Gli enti governativi, a livello statale, nazionale e locale negli Stati Uniti, hanno definizioni diverse di ciò che costituisce una proprietà contributiva, ma ci sono caratteristiche comuni. Le leggi locali spesso regolano le modifiche che possono essere apportate alle strutture contribuenti all'interno dei distretti storici designati. Le prime ordinanze locali relative alla modifica degli edifici all'interno dei distretti storici furono promulgate a Charleston, nella Carolina del Sud, nel 1931.

## Categorie
Gli edifici, le strutture, gli oggetti e i siti all'interno di un distretto storico sono usualmente suddivisi in due categorie: "proprietà contributiva" se contribuisce all'integrità storica o alle qualità architettoniche che rendono il distretto significativo, oppure "proprietà non-contributiva" in caso contrario. I differenti enti statali che definiscono i distretti storici possono utilizzare differenti definizioni di proprietà contributiva, ma conservano tutte le stesse caratteristiche di base. In generale, le proprietà che contribuiscono sono parte integrante del contesto storico e del carattere di un distretto storico.